# Bangad Kupinde
Bangad Kupinde (en népalais : बनगाड कुपिण्डे) est une municipalité du Népal située dans le district de Salyan. Au recensement de 2011, elle comptait 36 135 habitants.
Elle regroupe les anciens comités de développement villageois de Devasthal, Bame Banghad, Mulkhola, Dhanjari Pipal, Kubhindedaha et Nigalchula.